# پراویدنس (ایندیانا)
پراویدنس (به انگلیسی: Providence) یک منطقهٔ مسکونی در ایالات متحده آمریکا است که در شهرستان جانسون، ایندیانا واقع شده‌است. پراویدنس ۲۵۶٫۰۴ متر بالاتر از سطح دریا واقع شده‌است.